# Drevlianos

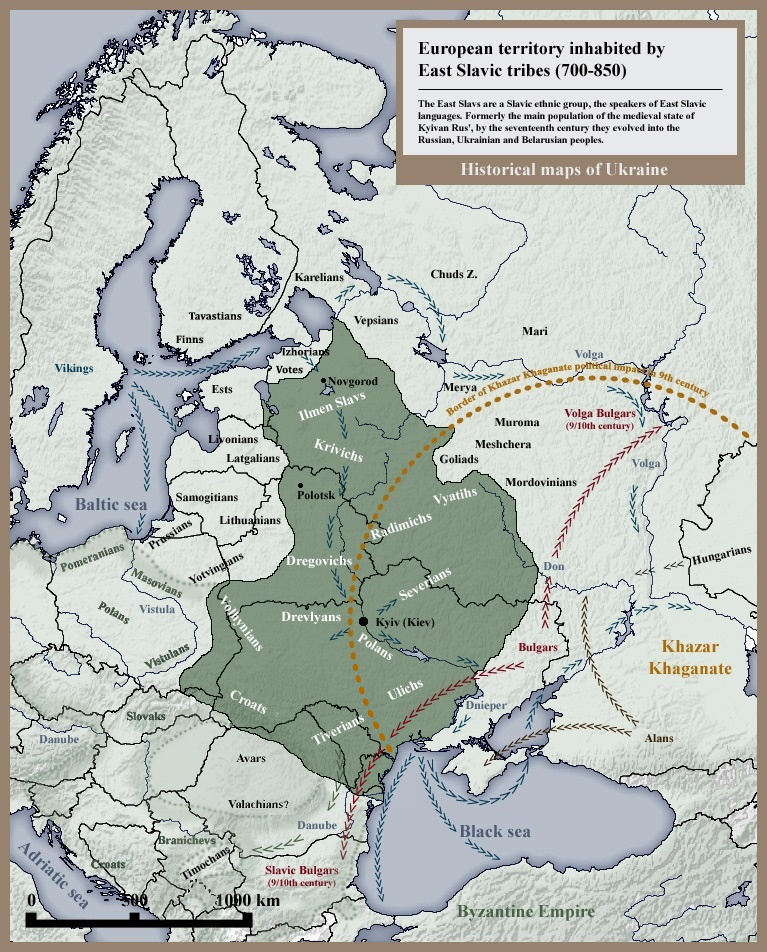
Territorios de Europa habitados por los eslavos orientales en los siglos y.

Los drevlianos formando parte del Principado de Kiev en los siglos -.

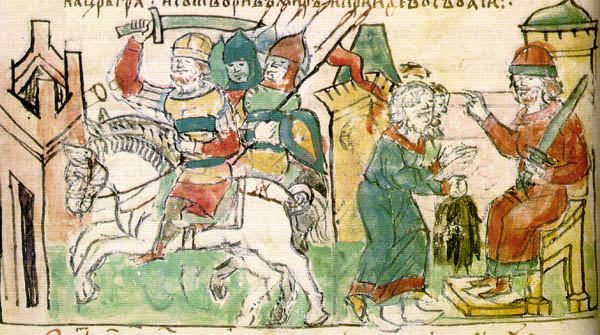
Ígor de Kiev toma los tributos de los drevlianos. Imagen del Códice de Radziwiłł de la Crónica de Néstor.

Los drevlianos fueron un pueblo eslavo oriental que existió entre los siglos VI y X.
El nombre proviene del eslavo drevo/древо o derevo/дерево, significando "madera" y también "árbol", ya que vivían habitualmente entre los bosques.
Néstor el Cronista (1056–1114) mencionó que los eslavos establecidos en campos abiertos, se los llamaba poliany, y aquellos en áreas forestales drevliany.
Habitaron los territorios de Polesia y de Ucrania del margen derecho (básicamente, los territorios comprendidos entre los ríos Dniéster y Dniéper y, al lado norte, el río Prípiat). Para el oeste, los territorios de los drevlianos alcanzaban el río Sluch, donde vivían los volinios (habitantes de Volinia) y los buzhanos. Hacia el norte, los vecinos de los drevlianos eran los dregóvychi.
La capital de los drevlianos era Iskórosten (hoy Kórosten), donde los restos arqueológicos son todavía visibles. A fines del primer milenio, los drevlianos vivían de la agricultura y del artesanado.
En el año 946, pasaron a formar parte de la Rus de Kiev durante el gobierno de Olga de Kiev.